# Szárazrózsa-kőfülke
A Szárazrózsa-kőfülke a Duna–Ipoly Nemzeti Parkban lévő Pilis hegységben, a Nagy-Strázsa-hegyen található egyik barlang.

## Leírás
Esztergom-Kertváros városrészben, a Dorog mellett található Nagy-Strázsa-hegy (Strázsa-hegy) DNy-i oldalán helyezkedik el a barlang. A Strázsa-hegyi-barlangtól K-re kb. 15 m-re, annak talpszintje alatt 5 m-re, sziklafalban van a Szárazrózsa-kőfülke bejárata. A barlangbejárat a sziklatalp felett kb. 2,5 m-re található. A triász mészkőben korróziós módon létrejött barlang 3 m hosszú és 1,5 m magas. Engedély nélkül, barlangjáró alapfelszerelés használatával járható. Nincs nagy jelentősége a kőfülkének.

## Kutatástörténet
1997. május 29-én Regős József mérte fel a barlangot, majd 1997. június 1-jén a felmérés alapján Kraus Sándor szerkesztette meg a barlang alaprajz térképét és keresztmetszet térképét. A két térképen 1:50 méretarányban van bemutatva a barlang. Az alaprajz térképen látható a keresztmetszet elhelyezkedése a barlangban. 1997. május 29-én Kraus Sándor rajzolt helyszínrajzot, amelyen a Kis-Strázsa-hegy, Középső-Strázsa-hegy és Nagy-Strázsa-hegy barlangjainak földrajzi elhelyezkedése van ábrázolva. A rajzon látható a Szárazrózsa névvel jelölt Szárazrózsa-kőfülke földrajzi elhelyezkedése. Kraus Sándor 1997. évi beszámolójában az olvasható, hogy az 1997 előtt ismeretlen Szárazrózsa-kőfülkének 1997-ben készült el a térképe. A jelentésbe bekerült az 1997-ben rajzolt helyszínrajz.